# Саломон Бохнер
Соломон Бохнер (англ. Salomon Bochner; 20 серпня 1899 — 2 травня 1982) — американський математик австро-угорського походження, відомий завдяки роботам в математичному аналізі, теорії ймовірностей та диференціальній геометрії, член Національної АН США (з 1950).

## Біографія
Його батьки, — мати Руд Хабер, батько Йосип Бохнер працювали в малому бізнесі, були ентузіастами освіти. Саломон був старший із двох дітей, його молодшу сестру звали Фанні. У школі Саломон досяг успіху в математиці. Коли він навчався в середньому класі почалася війна. Побоюючись російського вторгнення і наслідків війни, сім'я Бохнер емігрувала з Австро-Угорщини до Німеччини. Вони оселилися в Берліні. Незважаючи на те, що там сім'я Бохнера матеріально була забезпечена гірше, ніж у Берліні, цей крок мав певні переваги, — всього за кілька місяців Саломон склав вступний іспит до елітної гімназії та отримав гарну освіту.
Після закінчення гімназії Бохнер вступив до Берлінського університету, де у  1918 році захистив докторську дисертацію по ортогональним системам складних аналітичних функцій. Керівником дисертації був відомий вчений Шмідт. В результаті 13 червня 1921 р. Бохнер отримав докторський ступінь в Університеті Берліна.
Однак економічна криза в Німеччині початку 1920-х років істотно похитнула фінансове становище родини Бохнер. Тому, незважаючи на бажання продовжити академічну кар'єру в області математики, Саломон приймає рішення підтримати родину матеріально. Протягом декількох років він успішно займається імпортно-експортним бізнесом, проте щастя це йому не приносить.
Врешті решт  жага до науки перемогла і, незважаючи на гіперінфляцію 1923 року, Бохнер повертається до математичних досліджень. Але цього разу він перейшов до нової галузі, а саме — майже періодичних функцій.
У 1923 році Гаральд Бор опублікував свої ідеї щодо майже періодичних функцій і дав Їч прочитати Бохнеру. Саломон істотно розвинув ці ідеї. У 1924 році, після присудження стипендії Міжнародного комітету з освіти, Бохнер їде до Копенгагену для роботи з Гаральдом Бором над проблемами майже періодичних функцій.
Також він відвідує Англію, де спілкується з Харді Літтвудом в Оксфорді і в Кембриджі. В Англії Саломон Бохнер починає досліджувати {\displaystyle \zeta } — функцію Рімана.
З 1924 по 1933 р. Бохнер читає лекції в Мюнхенському університеті, а в 1927 р. представляє докторську дисертацію на тему майже періодичних функцій, в якій він презентував основні результати гармонічного аналізу.
Одним з найбільших досягнень за період роботи в Мюнхені була публікація в 1932 році книги «Vorlesungen über Fouriersche Integrale», яка стала класикою математики.
З огляду на видатні заслуги Саломона Бохнера, математичний факультет університету Мюнхена хотів висунути його на звання доцента. Однак Сенат університету і місцева влада перешкодили цьому, оскільки Бохнер був іноземець і не був членом рейху. По суті це було політичне, а не наукове рішення.
У 1932 році Бохнер опублікував узагальнення інтеграла Лебега, який зараз відомий як інтеграл Бохнера, він проводив ряд досліджень в області фізики, опублікував кілька робіт з рентгенівської кристалографії.
Прихід до влади Гітлера (30 січня 1933 року) унеможливив роботу Саломона Бохнера в Німеччині. Адже Закон про цивільну службу від 7 квітня 1933 року передбачав усунення з університетів усіх викладачі не арійського походження. Тому в 1933 році Бохнер приймає запрошення з Принстона. І вже в наступному році Саломон Бохнер стає асистентом професора.
Щолітку він їздить до Європи, щоб відвідати родину, яка постійно перебувала у великій небезпеці. Зрештою Бохнер переконав їх покинути Німеччину і переЇхати до Англії.
На цей час його сестра Фанні вийшла заміж. Після її переїзду до Англії Бохнер заплатив за навчання її дітей в елітних школах.
Впродовж однієї зі своїх літніх поїздок до Європи Бохнер зустрівся з Наомі Вайнберг, яка була дочкою видавця єврейської газети в Нью-Йорку. 1 листопада 1938 року він одружується на Наомі, а згодом у них народилася дочка Дебора.
У 1938 році Саломон стає громадянином Сполучених Штатів, а в наступному році отримує посаду доцента.
У 1946 році він стає повним професором.
Під час роботи в Принстоні Бохнер продовжує відкривати все нові і нові напрямки, в тому числі в області функціонального аналізу і теорії груп, досліджує майже періодичні функції на групі (1935), пропонує розширення інтегральної формули Коші (1944), виводить  формулу Бохнера — Мартінеллі (1943) тощо.
У 1960-х роках він працює над проблемами історії та філософії математики. Однією з найбільш цікавих його робіт у цій тематиці є «Роль математики у підйомі науки» (1966). Іінтереси Бохнера до питань філософії математики зробили його одним з редакторів видання «Словник історії ідей» (1973-74).
Незважаючи на сімдесятирічний вік після відходу від Принстона Бохнера було призначено професором математики в Університеті Райса, де згодом він отримує посаду завідувача кафедрою. Авторитет Бохнера в Рейсі був надзвичайно високий.
Крім викладання математики Бохнер брав участь у програмах з історії науки, провів ряд загальноуніверситетських публічних лекцій з цієї теми.

## Математичні здобутки
У 1925 році він почав працювати в області майже періодичних функцій, спростивши підхід Гаральда Бора за допомогою використання компактності і аргументів апроксимативної одиниці. У 1933 році він визначив інтеграл Бохнера для вектор-функцій.У 1932 році з'явилася теорема Бохнера про перетворення Фур'є.
Пізніше він працював над кратними рядами Фур'є, ставлячи питання про засоби Бохнера — Рісса. Це призвело до результатів, про те, як перетворення Фур'є поводить себе при поворотах на евклідовому просторі.
Формула Бохнера для кривини, що була опублікована ним у 1946, відіграла важливу роль у диференціальній геометрії.
Також Бохнер працював над аналітичними функціями декількох комплексних змінних (формула Бохнера — Мартінеллі).